# Mitromorpha nigricingulata
Mitromorpha nigricingulata é uma espécie de gastrópode do gênero Mitromorpha, pertencente a família Mitromorphidae.